# Caroline Amalie von Schleswig-Holstein-Sonderburg-Augustenburg

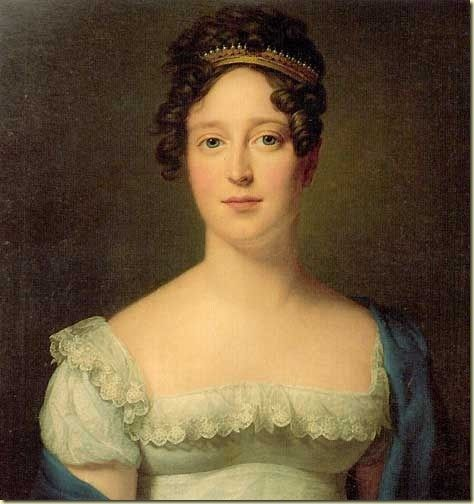
Prinzessin Caroline Amalie von Schleswig-Holstein-Sonderburg-Augustenburg, spätere Königin von Dänemark, 1816

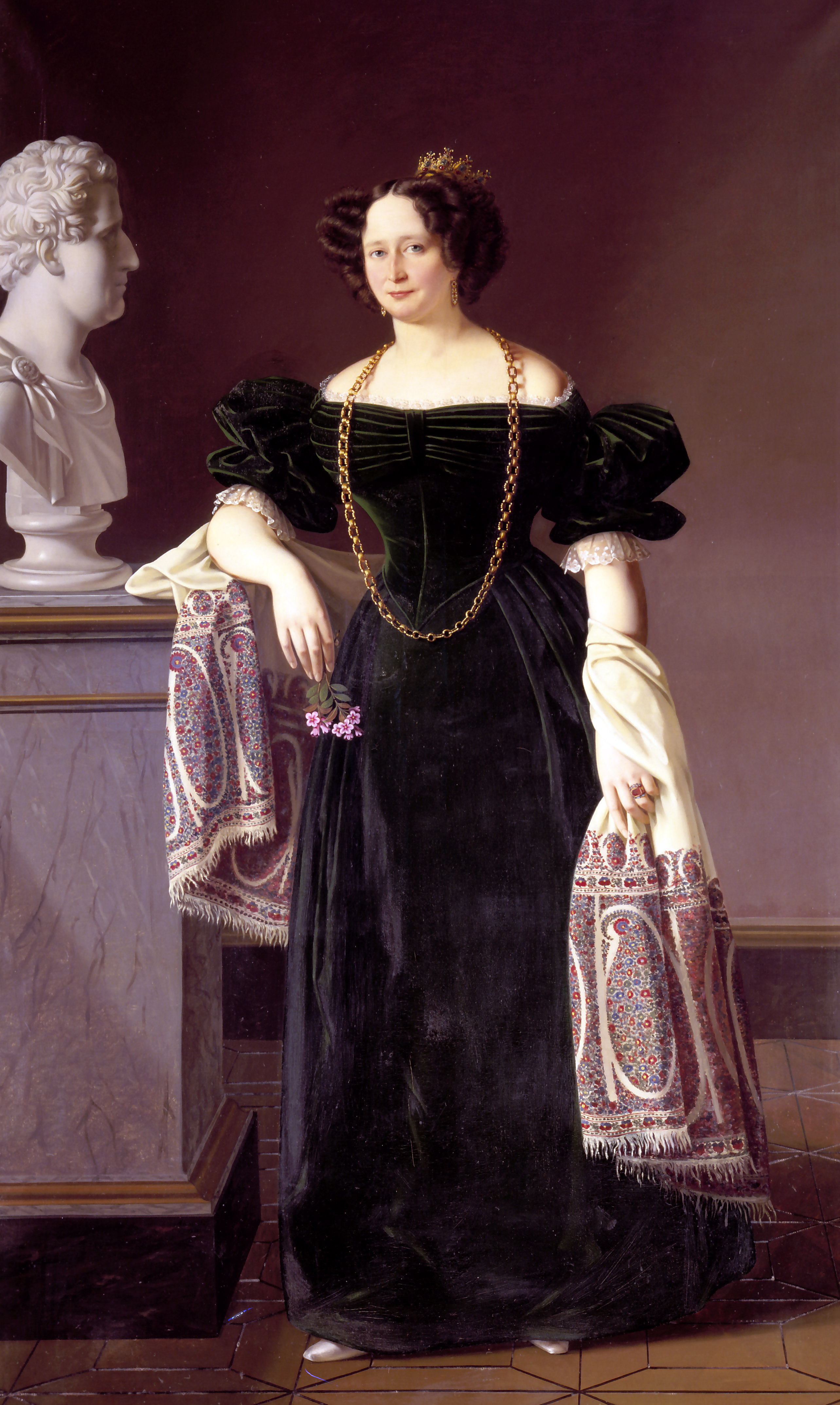
Caroline Amalie, Königin von Dänemark

Caroline Amalie von Schleswig-Holstein-Sonderburg-Augustenburg (* 28. Juni 1796 in Kopenhagen; † 9. März 1881 auf Schloss Amalienborg) war als zweite Frau des Königs Christian VIII. Königin von Dänemark.

## Leben
Caroline Amalie war die Tochter von Herzog Friedrich Christian von Schleswig-Holstein-Sonderburg-Augustenburg und Louise Auguste von Dänemark, der, zumindest offiziell angegeben, Tochter des dänischen Königs Christian VII. Der biologische Vater von Louise Auguste war mit hoher Wahrscheinlichkeit Johann Friedrich Struensee. 
Sie heiratete den dänischen Prinzen und späteren König Christian VIII. am 22. Mai 1815 nach dessen Scheidung von seiner ersten Frau im Jahre 1810 und nach seiner Abdankung als König von Norwegen im Jahre 1814. Ihr Mann konnte sich in dieser Zeit den Wissenschaften widmen, namentlich der Mineralogie und Geologie, Caroline Amalie tat sich auch als Komponistin hervor und schrieb zahlreiche Klavierstücke. In den Jahren 1818–1822 unternahm sie an der Seite ihres Gemahls zahlreiche Reisen durch ganz Europa. Nach dem Tode seines Cousins Friedrich VI. bestieg Christian VIII. im Jahre 1839 den dänischen Thron und Caroline Amalie wurde bis zu dessen Tod im Jahre 1848 Königin von Dänemark. Ihre Ehe blieb kinderlos.
Sie war mit vielen sozialen und humanitären Projekten beschäftigt, so durch Einrichtung und Unterstützung gemeinnütziger Einrichtungen (etwa als Schirmherrin des Asyls am Neuendeich). 1843/44 ließ sie im damals noch zu Dänemark gehörenden Wyk auf Föhr den Königsgarten als öffentliche Parkanlage anlegen. Als Augustenburgerin wurde sie in den Konflikten mit Schleswig-Holstein in Dänemark mit Skepsis betrachtet, wurde in späteren Jahren aber äußerst beliebt. Interessiert in religiösen Belangen, wurde sie wichtige Förderin des Grundtvigianismus.